# Воробьёвка (приток Химки)
Воробьёвка — малая река в Северном административном округе Москвы, левый приток реки Химки в Химкинском лесопарке. Точное происхождение названия не установлено, возможно названа Воробьёвкой в противоположность другому более крупному притоку Химки — Грачёвке.
Длина реки вместе с заливом Химкинского водохранилища составляет 1,1 км, из них длина залива — 0,7 км. Исток Воробьёвки расположен у пересечения МКАД с железной дорогой. Водоток проходит Химкинский лесопарк и пересекает Левобережную улицу, после которой впадает в Химку.